# Grafenau, Baden-Württemberg
Grafenau är en kommun i Landkreis Böblingen i regionen Stuttgart i Regierungsbezirk Stuttgart i förbundslandet Baden-Württemberg i Tyskland. Grafenau, som bildades år 1972, har cirka 6 800 invånare.

## Administrativ indelning
Kommunen ingår tillsammans med kommunen Aidlingen i kommunalförbundet Aidlingen/Grafenau.
Grafenau består av två Ortsteile: Dätzingen och Döffingen.